# David Dowlen
David Dowlen (Houston, 3 febbraio 1960) è un ex tennista statunitense.

## Carriera
In carriera ha vinto 4 titoli di doppio. Ha raggiunto in questa specialità la 30ª posizione della classifica ATP, mentre nel singolare ha raggiunto il 95º posto. Nei tornei del Grande Slam ha ottenuto il suo miglior risultato raggiungendo i quarti di finale di doppio agli US Open nel 1983, in coppia con il nigeriano Nduka Odizor.

## Statistiche

### Doppio

#### Vittorie (4)
| Numero | Anno             | Torneo                                    | Superficie  | Compagno     | Avversari in finale        | Punteggio     |
| 1.     | 6 marzo 1983     | Monterrey Grand Prix, Monterrey           | Sintetico   | Nduka Odizor | Andy Andrews John Sadri    | 3-6, 6-3, 6-4 |
| 2.     | 13 maggio 1984   | WCT Tournament of Champions, Forest Hills | Terra rossa | Nduka Odizor | Ernie Fernandez David Pate | 7-6, 7-5      |
| 3.     | 14 ottobre 1984  | Japan Open Tennis Championships, Tokyo    | Cemento     | Nduka Odizor | Mark Dickson Steve Meister | 6-7, 6-4, 6-3 |
| 4.     | 15 dicembre 1985 | New South Wales Open, Sydney              | Erba        | Nduka Odizor | Wally Masur Broderick Dyke | 6-4, 7-6      |

### Doppio

#### Finali perse (3)
| Numero | Anno            | Torneo                      | Superficie  | Compagno     | Avversari in finale             | Punteggio     |
| 1.     | 1º aprile 1984  | Boca West Open, Boca West   | Cemento     | Nduka Odizor | Mark Edmondson Sherwood Stewart | 6-4, 1-6, 4-6 |
| 2.     | 8 aprile 1984   | Houston Open, Houston       | Terra rossa | Nduka Odizor | Pat Cash Paul McNamee           | 5-7, 6-4, 3-6 |
| 3.     | 27 ottobre 1985 | Melbourne Indoor, Melbourne | Sintetico   | Nduka Odizor | Brad Drewett Matt Mitchell      | 6-4, 6-7, 4-6 |